# Dömitz (fästning)

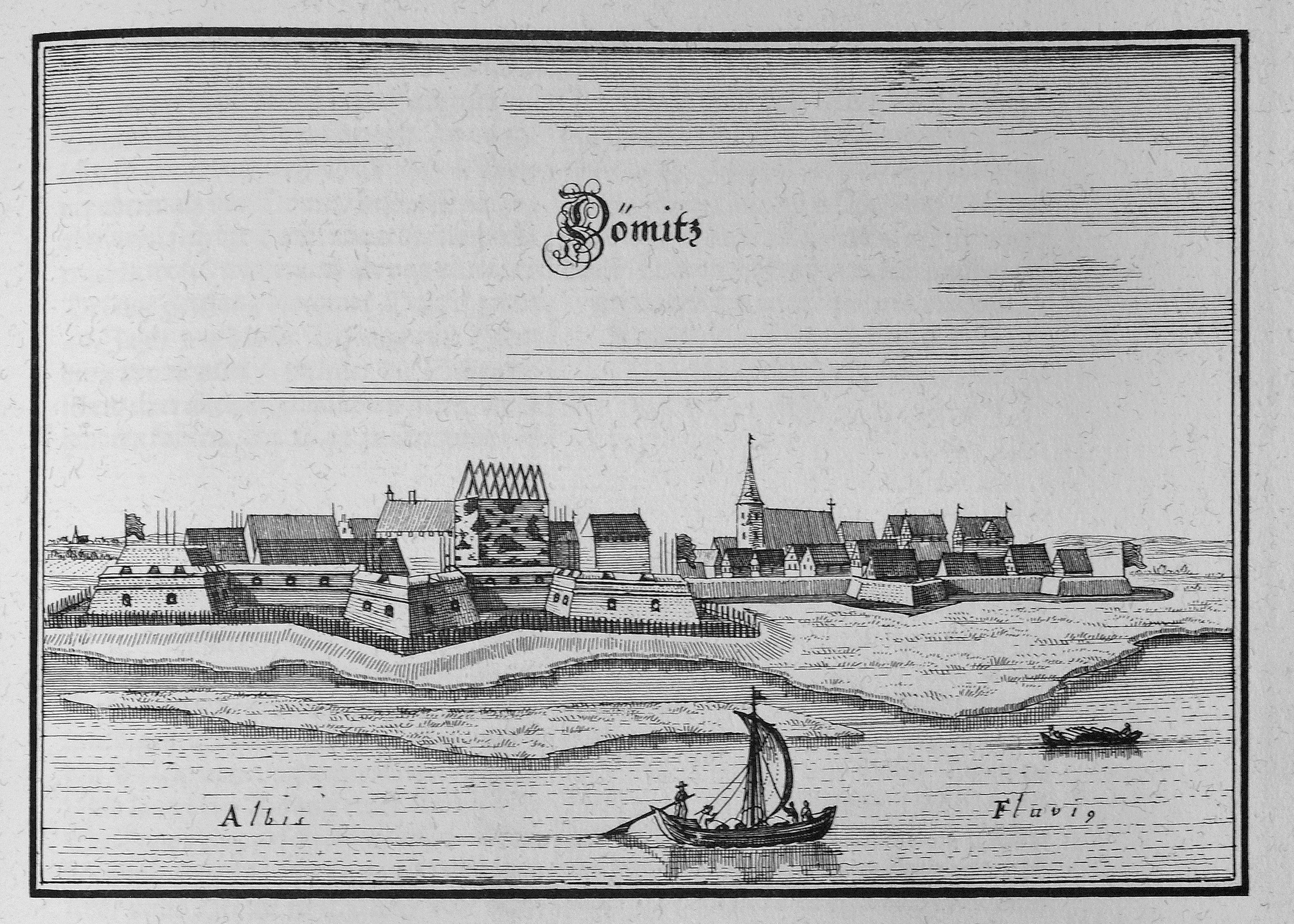
Dömitz‘ fästning (1653)

Fästningen Dömitz är en fästning på högra stranden av floden Elbe i tyska staden Dömitz, Mecklenburg-Vorpommern.

## Historia
Den gamla medeltida borgen byggdes om och förstärktes mellan 1557 och 1565 på initiativ av hertigen Johan Albrekt I av Mecklenburg-Schwerin. Fästningen blev den största i hertigdömet Mecklenburg-Schwerin.
Under trettioåriga kriget intogs fästningen flera gånger av olika makter, bland annat av svenskarna 1635 (se Slaget vid Dömitz).

## Bilder

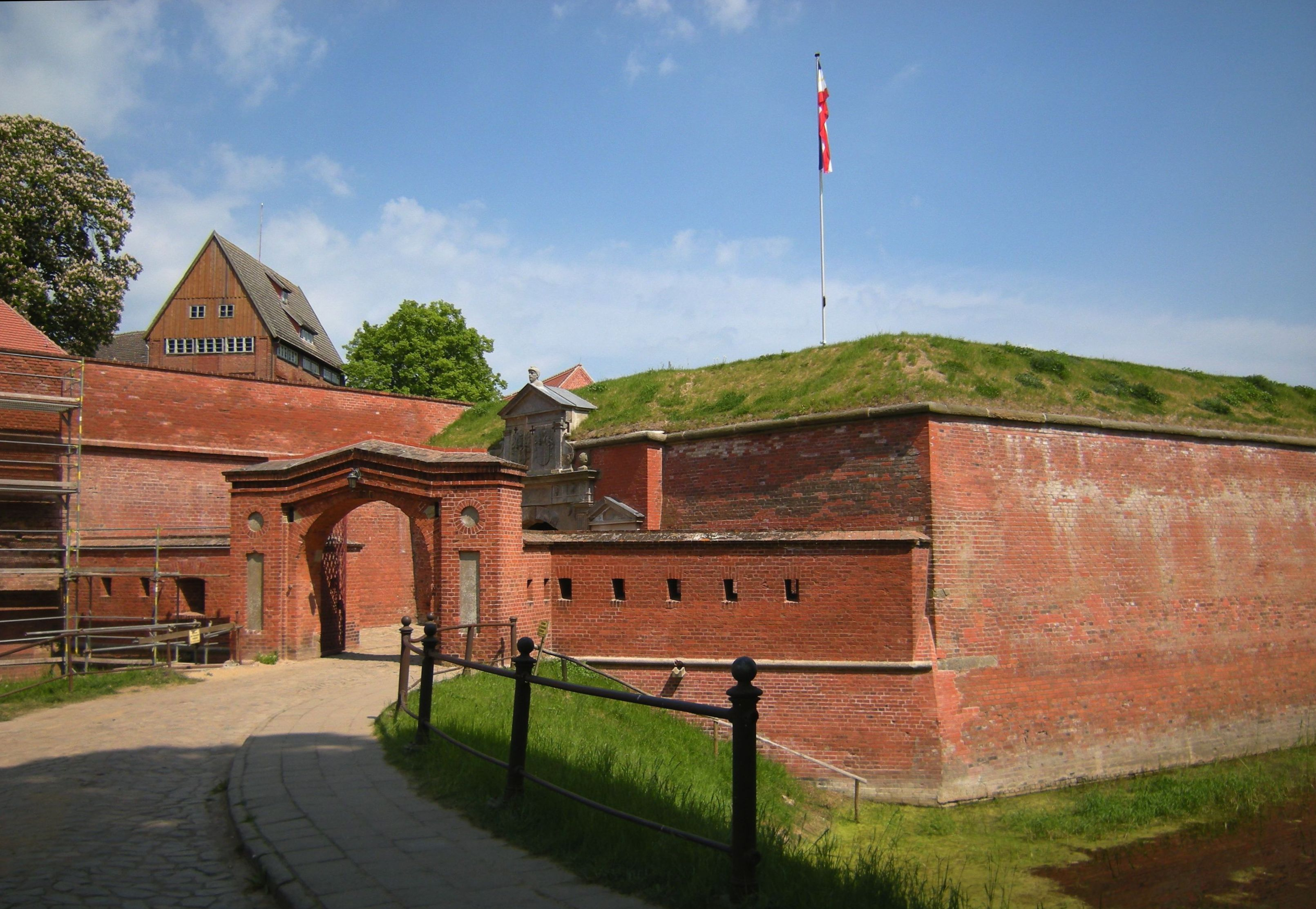
Fästningen i Dömitz
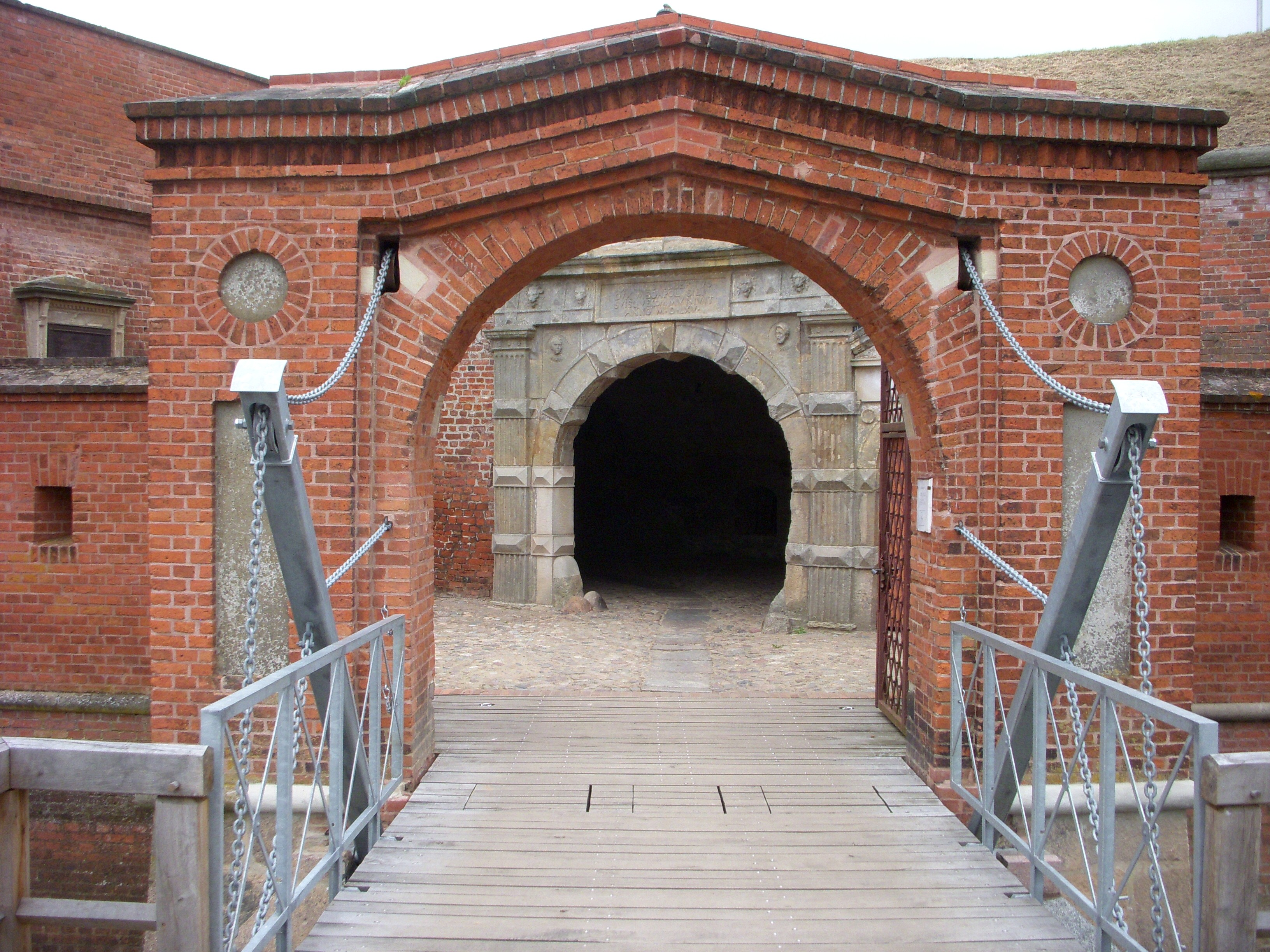
Vindbryggan, restaurerad
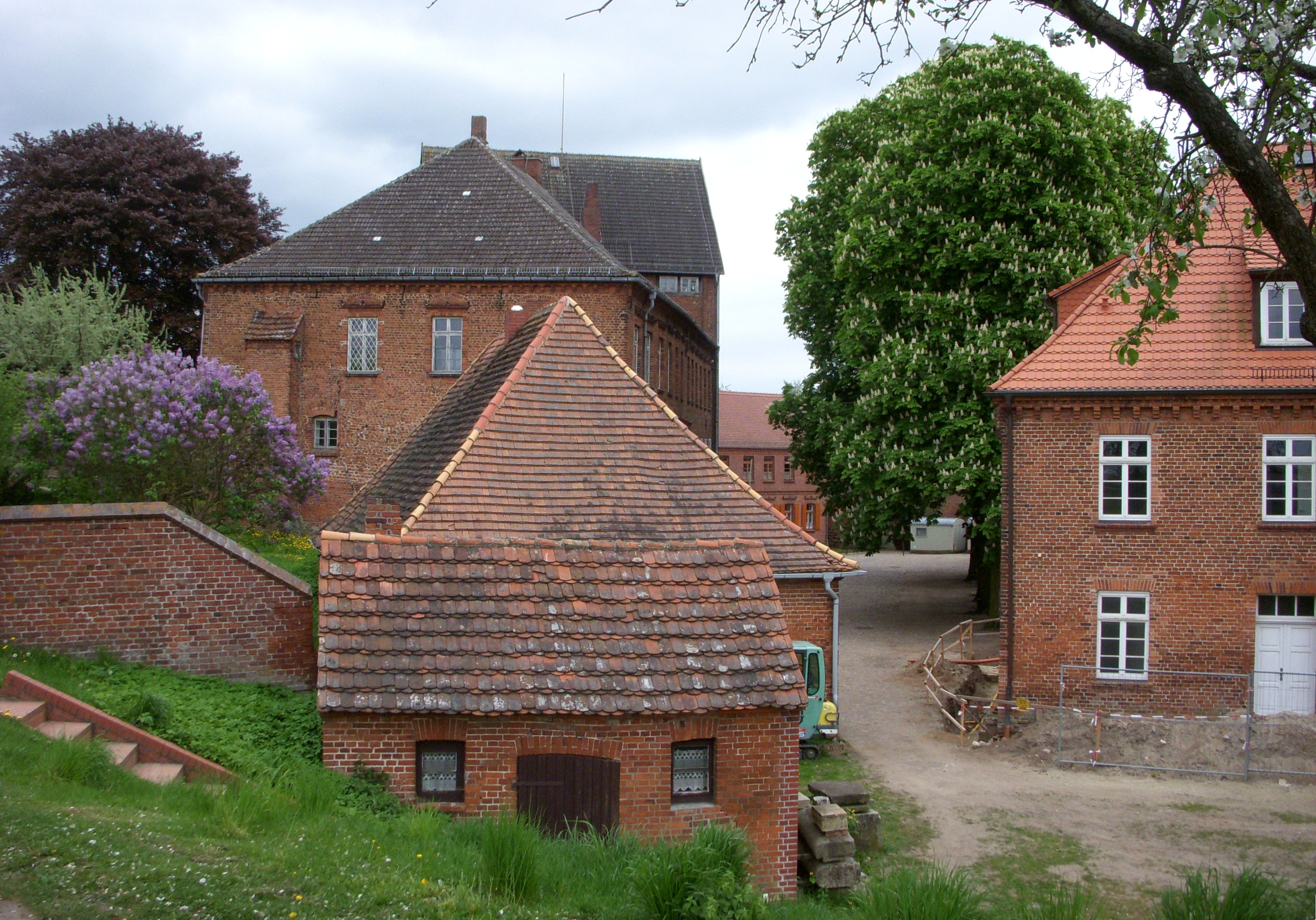
Bebyggelsen inom fästningen
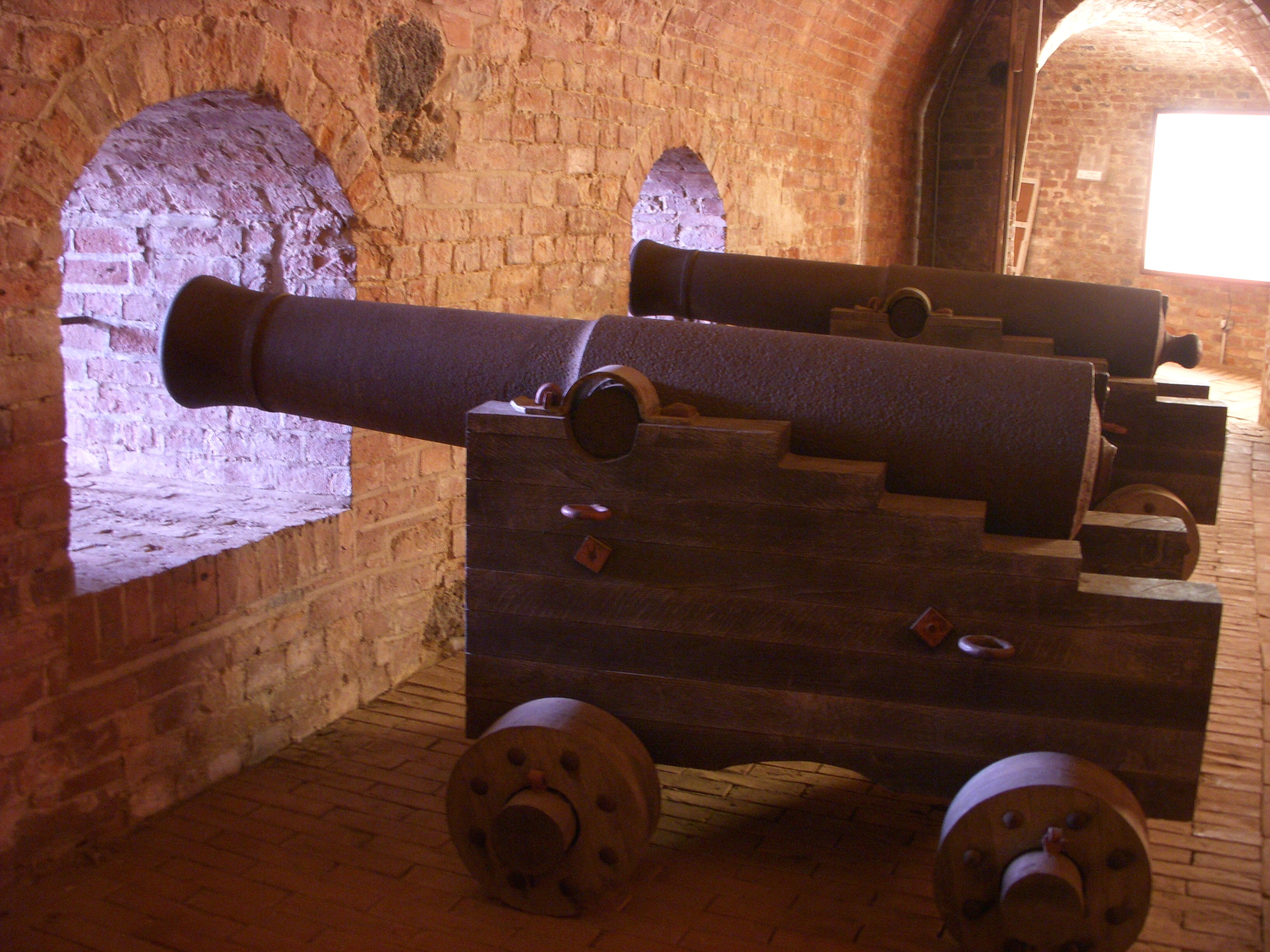
Kanoner, rekonstruktion